# 福爾貝克河
51°15′21″N 7°39′46″E / 51.255748°N 7.662734°E

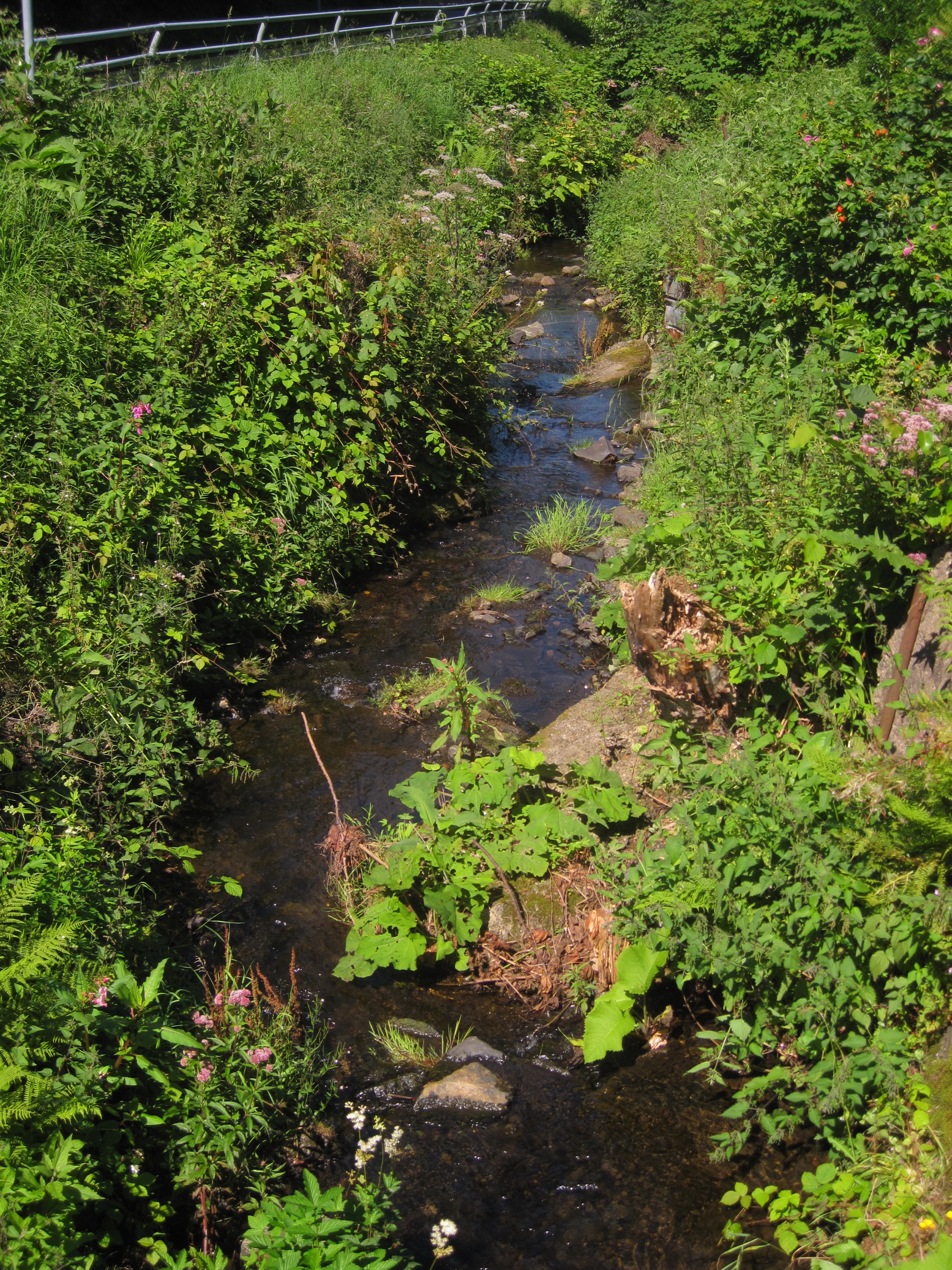
福爾貝克河

福爾貝克河（德語：Fuelbecke），是德國的河流，位於該國西部，流經北萊茵-威斯特法倫州，屬於拉梅德河的右支流，河道全長2.8公里，流域面積5.4平方公里。